# Tennistavolo ai Giochi della XXV Olimpiade

## Podi

### Uomini
| Evento                      | Oro                  | Argento                               | Bronzo                                                                            |
| Singolo maschile (dettagli) | Jan-Ove Waldner      | Jean-Philippe Gatien                  | Kim Taek-Soo Ma Wenge                                                             |
| Doppio maschile (dettagli)  | Cina Lu Lin Wang Tao | Germania Steffen Fetzner Jörg Roßkopf | Corea del Sud Lee Chul-Seung Kang Hee-Chan Corea del Sud Kim Taek-Soo Yoo Nam-Kyu |

### Donne
| Evento                       | Oro                        | Argento                | Bronzo                                                                       |
| Singolo femminile (dettagli) | Deng Yaping                | Qiao Hong              | Hyun Jung-Hwa Li Bun-Hui                                                     |
| Doppio femminile (dettagli)  | Cina Deng Yaping Qiao Hong | Cina Zihe Chen Gao Jun | Corea del Sud Hyun Jung-Hwa Ok Hong-Cha Corea del Nord Li Bun-Hui Yu Sun-Bok |

## Medagliere
| Posizione | Paese          |   |   |   | Totale |
| --------- | -------------- | - | - | - | ------ |
| 1         | Cina           | 3 | 2 | 1 | 6      |
| 2         | Svezia         | 1 | 0 | 0 | 1      |
| 3         | Francia        | 0 | 1 | 0 | 1      |
| 3         | Germania       | 0 | 1 | 0 | 1      |
| 5         | Corea del Sud  | 0 | 0 | 5 | 5      |
| 6         | Corea del Nord | 0 | 0 | 2 | 2      |
| Totale    | Totale         | 4 | 4 | 8 | 16     |